# Comité National Olympique de Côte d’Ivoire
Das Comité National Olympique de Côte d’Ivoire ist das Nationale Olympische Komitee der Elfenbeinküste. Der aktuelle Präsident ist Lassana Palenfo.

## Geschichte
Das Komitee wurde 1962 gegründet und ein Jahr später vom Internationalen Olympischen Komitee anerkannt.